# White Earth State Forest
La White Earth State Forest est une aire protégée américaine dans les comtés de Becker, Clearwater et Mahnomen, au Minnesota.